# Powiat międzyrzecki
Powiat międzyrzecki är ett powiat (distrikt) i Lubusz vojvodskap i västra Polen, med Międzyrzecz som huvudort. Distriktet hade totalt 58 397 invånare år 2017.

## Städer och kommuner
Powiatet är indelat i sex kommuner (gmina). Tre av dessa är kombinerade stads- och landskommuner där den namngivande staden även är centralort i kommunen, medan tre är landskommuner utan ingående städer.
Stads- och landskommuner:
- Międzyrzecz
- Skwierzyna
- Trzciel

Landskommuner:
- Bledzew
- Przytoczna
- Pszczew